# Kuopio Steelers 2020
Questa voce raccoglie le informazioni riguardanti i Kuopio Steelers nelle competizioni ufficiali della stagione 2020.

## Maschile

### Prima squadra

#### Vaahteraliiga 2020

##### Stagione regolare
| Helsinki 31 luglio 2020, ore 18:30 1ª giornata | Helsinki Roosters | 34 – 43 (14-0 14-25 0-6 6-12) referto | Kuopio Steelers | Velodromo di Helsinki (675 spett.)\| Arbitro: \| V. Lamminsalo \| |
| Arbitro:                                       | V. Lamminsalo     |                                       |                 |                                                                   |

| Porvoo 8 agosto 2020, ore 16:30 2ª giornata | Porvoon Butchers | 21 – 48 (7-13 7-7 7-20 0-8) referto | Kuopio Steelers | Porvoon Keskuskenttä (499 spett.)\| Arbitro: \| V. Lamminsalo \| |
| Arbitro:                                    | V. Lamminsalo    |                                     |                 |                                                                  |

| Kuopio 15 agosto 2020, ore 16:30 3ª giornata | Kuopio Steelers | 70 – 6 (19-6 23-0 14-0 14-0) referto | Helsinki Wolverines | Väinölänniemen stadion (596 spett.)\| Arbitro: \| M. Makarainen \| |
| Arbitro:                                     | M. Makarainen   |                                      |                     |                                                                    |

| Seinäjoki 22 agosto 2020, ore 16:30 4ª giornata | Seinäjoki Crocodiles | 14 – 7 (0-7 7-0 0-0 7-0) referto | Kuopio Steelers | Seinäjoen Keskuskenttä (574 spett.)\| Arbitro: \| J. Seppelin \| |
| Arbitro:                                        | J. Seppelin          |                                  |                 |                                                                  |

| Kuopio 28 agosto 2020, ore 18:30 5ª giornata | Kuopio Steelers | 55 – 30 (21-0 14-3 13-6 7-21) referto | Wasa Royals | Väinölänniemen stadion (625 spett.)\| Arbitro: \| J. Seppelin \| |
| Arbitro:                                     | J. Seppelin     |                                       |             |                                                                  |

#### Playoff
| Kuopio 5 settembre 2020, ore 16:30 Semifinale | Kuopio Steelers | 35 – 13 (7-0 14-7 14-0 0-6) referto | Seinäjoki Crocodiles | Väinölänniemen stadion (713 spett.)\| Arbitro: \| V. Lamminsalo \| |
| Arbitro:                                      | V. Lamminsalo   |                                     |                      |                                                                    |

| Lahti 12 settembre 2020, ore 17:00 Vaahteramalja | Kuopio Steelers                                                                       | 21 – 0 (21-0 0-0 0-0 0-0) referto | Helsinki Wolverines | Lahden Stadion (1304 spett.)\| Arbitri: \| V. Lamminsalo M. Immonen J. Lehtinen J. Kalliokoski J. Bruun J. Seppelin J. Karppinen \| |
| Arbitri:                                         | V. Lamminsalo M. Immonen J. Lehtinen J. Kalliokoski J. Bruun J. Seppelin J. Karppinen |                                   |                     | |

### Statistiche di squadra
| Competizione      | %Vittorie | In casa | In casa | In casa | In casa | In casa | In casa | In trasferta | In trasferta | In trasferta | In trasferta | In trasferta | In trasferta | Totale | Totale | Totale | Totale | Totale | Totale |
| Competizione      | %Vittorie | G       | V       | N       | P       | Pf      | Ps      | G            | V            | N            | P            | Pf           | Ps           | G      | V      | N      | P      | Pf     | Ps     |
| ----------------- | --------- | ------- | ------- | ------- | ------- | ------- | ------- | ------------ | ------------ | ------------ | ------------ | ------------ | ------------ | ------ | ------ | ------ | ------ | ------ | ------ |
| Stagione regolare | .800      | 2       | 2       | 0       | 0       | 125     | 36      | 3            | 2            | 0            | 1            | 98           | 69           | 5      | 4      | 0      | 1      | 223    | 105    |
| Playoff           | 1.000     | 2       | 2       | 0       | 0       | 56      | 13      | 0            | 0            | 0            | 0            | 0            | 0            | 2      | 2      | 0      | 0      | 56     | 13     |
| Totale            | .857      | 4       | 4       | 0       | 0       | 181     | 49      | 3            | 2            | 0            | 1            | 98           | 69           | 7      | 6      | 0      | 1      | 279    | 118    |

### Statistiche personali

#### Marcatori
| Giocatore     | Ruolo | TD rush | TD recv | TD int | TD p.ret | TD k.ret | TD oth | Xp1  | Xp2 | FG  | Saf | Totale |
| ------------- | ----- | ------- | ------- | ------ | -------- | -------- | ------ | ---- | --- | --- | --- | ------ |
| Carswell      |       | 10+5    | 2+0     | 0+0    | 0+0      | 0+0      | 0+0    | 0+0  | 0+0 | 0+0 | 0+0 | 102    |
| Ndongo        |       | 0+0     | 8+1     | 1+0    | 0+0      | 0+0      | 0+0    | 0+0  | 0+0 | 0+0 | 0+0 | 60     |
| Pekkarinen    |       | 0+0     | 0+0     | 0+0    | 0+0      | 0+0      | 0+0    | 21+8 | 0+0 | 0+0 | 0+0 | 29     |
| J. Paananen   |       | 0       | 3       | 0      | 0        | 0        | 0      | 0    | 0   | 0   | 0   | 18     |
| J. Vandeweerd |       | 0       | 3       | 0      | 0        | 0        | 0      | 0    | 0   | 0   | 0   | 18     |
| Zimmermann    |       | 0       | 3       | 0      | 0        | 0        | 0      | 0    | 0   | 0   | 0   | 18     |
| Lindstén      |       | 0+0     | 1+1     | 0+0    | 0+0      | 0+0      | 0+0    | 0+0  | 0+0 | 0+0 | 0+0 | 12     |
| de Falcis     |       | 0+0     | 0+0     | 0+1    | 0+0      | 0+0      | 0+0    | 0+0  | 0+0 | 0+0 | 0+0 | 6      |
| K. Pajunen    |       | 1       | 0       | 0      | 0        | 0        | 0      | 0    | 0   | 0   | 0   | 6      |
| Marshall      |       | 0       | 0       | 0      | 0        | 0        | 0      | 0    | 1   | 0   | 0   | 2      |
| Team          |       | 0       | 0       | 0      | 0        | 0        | 0      | 0    | 0   | 0   | 1   | 2      |

#### Passer rating
| Giocatore     | G   | Att    | Comp  | Int | Yds      | TD   | NFL    | NCAA   |
| ------------- | --- | ------ | ----- | --- | -------- | ---- | ------ | ------ |
| Peters        | 5+2 | 149+56 | 95+38 | 3+1 | 1215+425 | 20+3 | 118,75 | 165,20 |
| J. Vandeweerd | 1   | 4      | 3     | 0   | 32       | 1    |        |        |

### Seconda squadra

#### II-divisioona 2020

##### Stagione regolare
| Kuopio 18 luglio 2020, ore 15:00 1ª giornata | Kuopio Steelers Veljmiehet | 13 – 34 | Pirkkala Spartans | Väinölänniemi |

| Kuopio 26 luglio 2020, ore 15:00 2ª giornata | Kuopio Steelers Veljmiehet | 12 – 81 | Oulu Northern Lights | Rauhalahti |

| Heinola 8 agosto 2020, ore 15:00 4ª giornata | Lahti Panthers | 24 – 13 | Kuopio Steelers Veljmiehet | Heinolan urheilupuisto |

| Jyväskylä 15 agosto 2020, ore 16:30 5ª giornata | Jyväskylä Jaguars | 66 – 0 | Kuopio Steelers Veljmiehet | Viitaniemen kenttä |

### Statistiche di squadra
| Competizione      | %Vittorie | In casa | In casa | In casa | In casa | In casa | In casa | In trasferta | In trasferta | In trasferta | In trasferta | In trasferta | In trasferta | Totale | Totale | Totale | Totale | Totale | Totale |
| Competizione      | %Vittorie | G       | V       | N       | P       | Pf      | Ps      | G            | V            | N            | P            | Pf           | Ps           | G      | V      | N      | P      | Pf     | Ps     |
| ----------------- | --------- | ------- | ------- | ------- | ------- | ------- | ------- | ------------ | ------------ | ------------ | ------------ | ------------ | ------------ | ------ | ------ | ------ | ------ | ------ | ------ |
| Stagione regolare | .000      | 2       | 0       | 0       | 2       | 25      | 115     | 2            | 0            | 0            | 2            | 13           | 90           | 4      | 0      | 0      | 4      | 38     | 205    |
| Totale            | .000      | 2       | 0       | 0       | 2       | 25      | 115     | 2            | 0            | 0            | 2            | 13           | 90           | 4      | 0      | 0      | 4      | 38     | 205    |